# Berufstauchen
Das Berufstauchen umfasst alle Arten der erwerbsmäßigen Durchführung von Taucharbeiten. Hierzu gehören insbesondere:
- Bauarbeiten
- Bergungs- und Rettungsarbeiten
- Forschung, z. B. Unterwasserarchäologie
- Militärische Einsätze: Kampfschwimmer, „Marine-“ bzw. Schwimmtaucher
- Polizei- und Feuerwehrdienst sowie die Bergungstaucher des Technischen Hilfswerks
- Reparatur-, Instandhaltungs- und Wartungsarbeiten, z. B von Unterseekabeln oder Bohrinseln, Pipelines, Offshore-Windrädern usw.
- Überprüfung von Wasserläufen, baulichen und technischen Anlagen usw.
- Weitere Unterwasserarbeiten wie Schwammtauchen

Allen Zweigen gemeinsam ist, dass der Berufstaucher Tätigkeiten ausführt, die sich im Grunde nicht von vergleichbaren Arbeiten an Land unterscheiden (schweißen, sägen, schrauben, messen, freilegen und zum Abtransport vorbereiten etc.), die andererseits aber durch die vorherrschenden extremen Bedingungen in zum Teil großen Wassertiefen die Entwicklung besonderer Fähigkeiten erfordern, namentlich wegen der Arbeit in lebensfeindlicher Umgebung, unter Druck, ohne Luft, in völliger Dunkelheit und bei extremen Wassertemperaturen. Die Ausbildung ist dementsprechend spezifisch für den Bereich, dem die Arbeiten zugehören, die der Taucher auszuführen hat.

## Arbeitsgebiete

### Forschungstauchen
Die meisten Aufgabenbereiche der Forschungstaucher sind in den Fachgebieten Biologie und Archäologie angesiedelt. Forschungstaucher brauchen deshalb gute Fähigkeiten im Bereich der Suche, Vermessung und Bergung. Jedoch muss beispielsweise für die Probenentnahme auch der Umgang mit Säge, Hammer und Meißel etc. beherrscht werden.

### Golfballtaucher
Golfballtaucher betauchen Gewässer auf Golfplätzen und bergen fehlgeschlagene Golfbälle.

### Militärische Taucher
Neben bewaffneten Kampftaucher- und Marinetaucher-Einheiten mit Schwimmtauchern gibt es auch Einheiten, die spezialisiert sind auf die Rettung lebender und das Bergen toter Menschen, das Suchen und Heben versunkener Gegenstände oder auf die Überprüfung von Schiffen und Hafenanlagen auf Bomben und Minen und deren Beseitigung (Minentaucher). Armeetaucher werden auch zur Erkundung von Gewässergrund oder wasserbaulichen Anlagen sowie für die Erstellung und den Unterhalt von militärischen Unterwasseranlagen und Wasserfahrzeugen eingesetzt. Die Aufgaben von Pioniertauchern sind beispielsweise Wege durch Flüsse zu erkunden, Brücken zu sichern, Schweißarbeiten oder auch Sprengungen unter Wasser durchzuführen.

### Polizei-, THW- und Feuerwehrtaucher

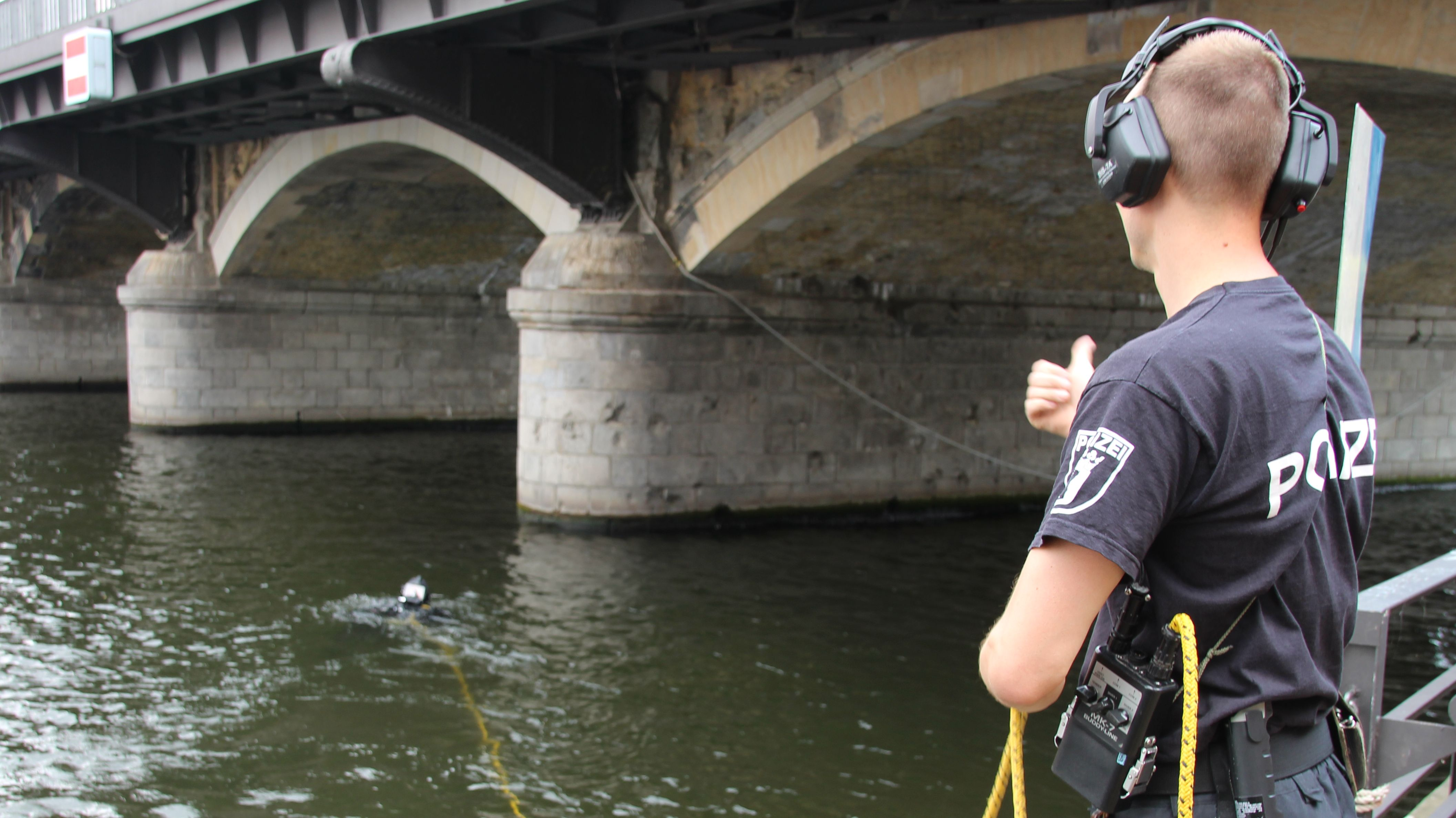
Polizeitaucher der Polizei Berlin mit sicherndem Beamten

Die Aufgaben entsprechen dem Bereich der jeweiligen Behörde und umfassen das Retten lebender und Bergen toter Menschen, das Suchen und Heben versunkener Gegenstände, ferner beispielsweise die Überprüfung von Schiffen auf Schmuggelgut oder Sprengsätze am Schiffsboden.

### Rettungstaucher
Zu den Aufgaben eines Rettungstauchers/Einsatztauchers der Wasserrettungsorganisationen gehören Personenrettung, Leichenbergung oder Bergung von Fahrzeugen oder anderen Gegenständen aus dem Wasser.

### Tauchlehrer, Tauchguides
Den Berufstauchern zuzurechnen sind auch die Tauchlehrer, die sich professionell mit der Ausbildung von Tauchern befassen. Ortskundige Tauchguides arbeiten auf vielen Tauchbasen ebenfalls professionell.

### Unterwasserarbeiter
Gewerbliche Unterwasserarbeiter führen meist handwerkliche Arbeiten unter Wasser aus. Dies können Bauarbeiten an Gebäuden, Brücken oder Wasserkraftwerken sein, Reinigungen (z. B. in Industrieanlagen oder Kläranlagen) oder die Instandhaltung und Reparatur von Schiffen sein.

### Unterwasserjagd
Bei der Unterwasserjagd wird nach Hummern, Muscheln, Schwämmen usw. getaucht.

## Ausrüstung
Entsprechend der vielfältigen Aufgabenstellung kommen im Bereich der Berufstaucherei die verschiedensten Ausrüstungen zum Einsatz; vom leichten Tauchgerät mit ABC-Ausrüstung, kurzärmligem Nasstauchanzug und Pressluftflasche (zum Beispiel bei Revisionsarbeiten in Hallenbädern) bis hin zum schweren schlauchversorgten Helmtauchgerät in kontaminiertem Wasser, zum Beispiel in Kläranlagen. Als regelmäßige Ausrüstung kann am ehesten der Trockentauchanzug mit Vollmaske, Flossen und Schlauchversorgung angesehen werden, da er hinsichtlich Luftversorgung und Kälteschutz die längsten Tauchzeiten ermöglicht und zugleich ein Optimum an Sicherheit und Beweglichkeit bietet. Nicht selten wird bei Unterwasserarbeiten auch ein Heisswasseranzug eingesetzt. Jedoch hängt die Wahl des Tauchgeräts letztlich davon ab, welche Arbeiten auszuführen sind und wie die Voraussetzungen vor Ort sich gestalten.

## Sicherheitsmaßnahmen
Im Bereich des Berufstauchens befindet sich in der Regel ein Taucher im Wasser, der von einem Signalmann und über Fernsprechverbindung geleitet wird. Ein Sicherungstaucher befindet sich zum Einstieg bereit in Wartestellung, um im Notfall binnen kürzester Zeit Hilfe leisten zu können. Insofern sind Berufstaucher nicht als Solotaucher zu betrachten, auch wenn sie keinen Buddy im eigentlichen Sinn haben.

## Ausbildung

### Deutschland
In Deutschland ist allen Sparten der Berufstaucherei gemeinsam, dass es sich um eine Aufbauausbildung handelt. Einer Ausbildung zum Geprüften Taucher muss eine Ausbildung zu einem anderen Beruf vorausgegangen sein, welche die Kenntnisse vermittelt, die der Taucher später unter Wasser anwenden soll. Weiterhin sind sehr gute Gesundheit und psychische Stabilität erforderlich. In der Regel wird das Deutsche Rettungsschwimmabzeichen (Bronze) der Deutschen Lebens-Rettungs-Gesellschaft (DLRG), der Wasserwacht oder eine vergleichbare Leistung verlangt.
Einsatztaucher der Feuerwehr, des THW oder der Polizei werden gemäß ihrer eigenen Dienstvorschriften ausgebildet, wie z. B. der Feuerwehrdienstvorschrift 8 - Tauchen. Diese bezieht sich auf die allgemeingültigen Regelungen für Arbeiten unter Wasser, ist aber von ihrem Wirkungsfeld auf ihr jeweiliges Einsatzfeld begrenzt.
Für Forschungstaucher trifft dies ebenfalls zu, ihre Ausbildung, ihr Arbeitsbereich und ihre Prüfung werden explizit durch die DGUV Regel 101-023 Einsatz von Forschungstauchern geregelt.
In Deutschland wird die Ausbildung des Geprüften Tauchers in der Verordnung über die Prüfung zum anerkannten Abschluss Geprüfter Taucher/Geprüfte Taucherin vom 25. Februar 2000 bundeseinheitlich geregelt. Der Bewerber muss die Ausbildung zu einem anerkannten Ausbildungsberuf nachweisen (zum Beispiel Zimmermann etc.) oder eine mindestens vierjährige Berufspraxis. Die Fortbildung setzt sich aus dem Fortbildungslehrgang und der betrieblichen Fortbildung zusammen.

#### Fortbildungslehrgang

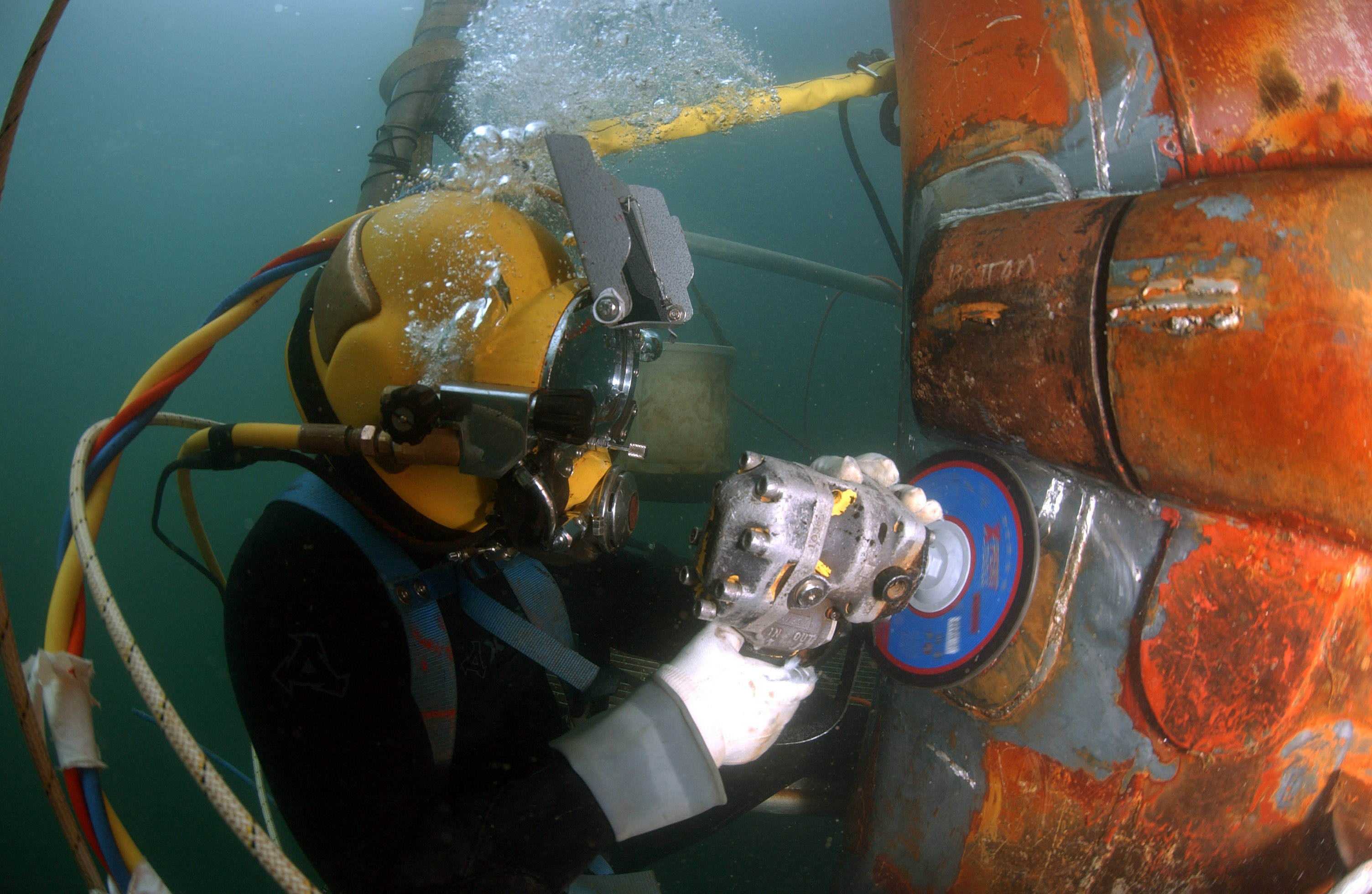
Taucher bei der Arbeit

Der Fortbildungslehrgang (320 Unterrichtsstunden) vermittelt die theoretischen Grundlagen
1. Grundlagen
- Fachtheorie (Fachrechnen und -zeichnen)
- Gerätekunde (Tauch- und Arbeitsgeräte)
- Arbeitskunde (Signalgebung, Grundkenntnisse über die Durchführung der verschiedenen Unterwasserarbeiten wie Suchen, Hebearbeiten, Bergung, Unterwasserschweißen und Schneiden)
- Medizinische Grundlagen
- Rechtsvorschriften (Unfallverhütung, Sicherheits- und Gesundheitsschutz)

2. Schweißen
3. Tauchmedizin

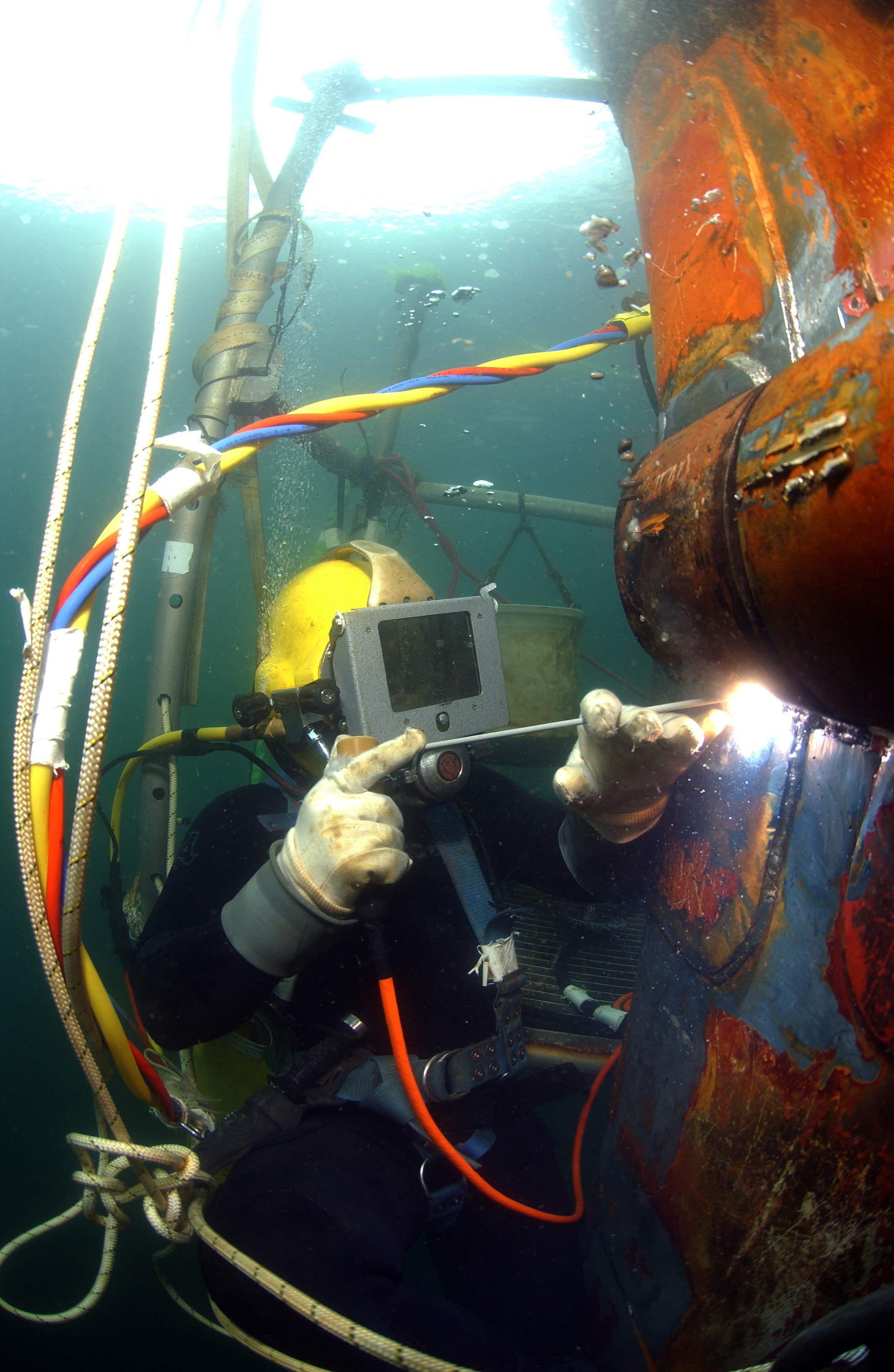
Taucher beim Schweißen

- Wirkung der Gase unter Überdruck auf den Taucher
- Anatomie (Blutkreislauf, Atmung, Nervensystem, Taucherkrankungen)
- Hygiene
- Erste Hilfe

4. Anwendungskenntnisse
- Arbeitstechniken unter Wasser
- Druckkammertechnik und -behandlung
- Austauchtabellenhandhabung
- Notfallmaßnahmen
- Simulation von Notfällen
- Durchführung von Taucherarbeiten in größeren Tiefen (mindestens 35 m)
- Atemgas und Atemgasgemische
- Fachrechnen/Fachzeichnen

#### Betriebliche Fortbildung
1. Durchführung von Arbeiten mit autonomen und schlauchversorgten Tauchgeräten (mind. 200 Taucherstunden)
2. Vermittlung von Kenntnissen in Tauchgerätekunde, Arbeitsgerätekunde, Wartungs-Inspektions-Kunde, Seemannschaft
3. Vermittlung von Fertigkeiten bei Unterwasserarbeiten in verschiedenen Tiefen, zum Beispiel Schweißen, Schneiden, Betonieren, Schalungs- und Spülarbeiten, Messen, Durchführen von Video-, Foto- und Ultraschallaufnahmen, Hebearbeiten, Montieren, Suchen, Abdichten, Konservieren und Reinigen
4. Arbeiten unter erschwerten Bedingungen, zum Beispiel Arbeiten bei Strömung, in „Schwarzem Wasser“ oder bei Nacht
5. Durchführung von Notfallmaßnahmen, zum Beispiel Bergung eines verunfallten Tauchers, Rettungskette, Sofortmaßnahmen am Unfallort, Transport
6. Nach einer Ausbildung zum Sprengstoffmeister können diese Kenntnisse auch unter Wasser eingesetzt werden

#### Prüfung
Nach Durchlaufen der Fortbildungsmaßnahmen werden die Tauchanwärter vor der Industrie- und Handelskammer in den vermittelten theoretischen und praktischen Bereichen geprüft. Sie erhalten nach Bestehen den Abschluss Geprüfter Taucher/Geprüfte Taucherin.

#### Weitere Aufstiegsmöglichkeiten
Nach dem Erwerb entsprechender Berufserfahrung kann die Prüfung zum Tauchermeister abgelegt und damit die Ausbilderqualifikation für Tauchanwärter erworben werden.

#### Einsatzbereich

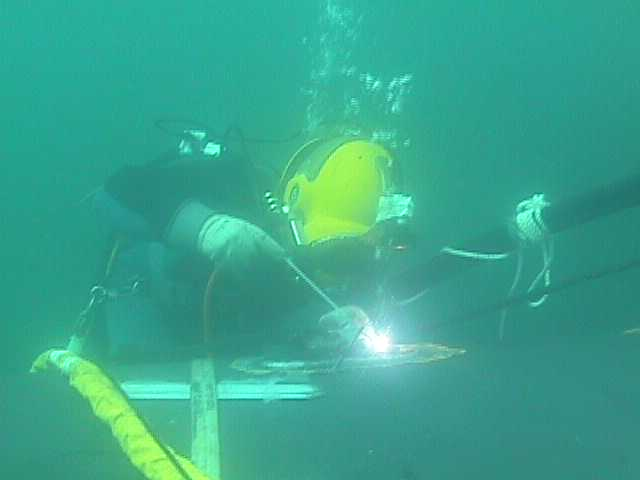
Schweißarbeiten unter Wasser

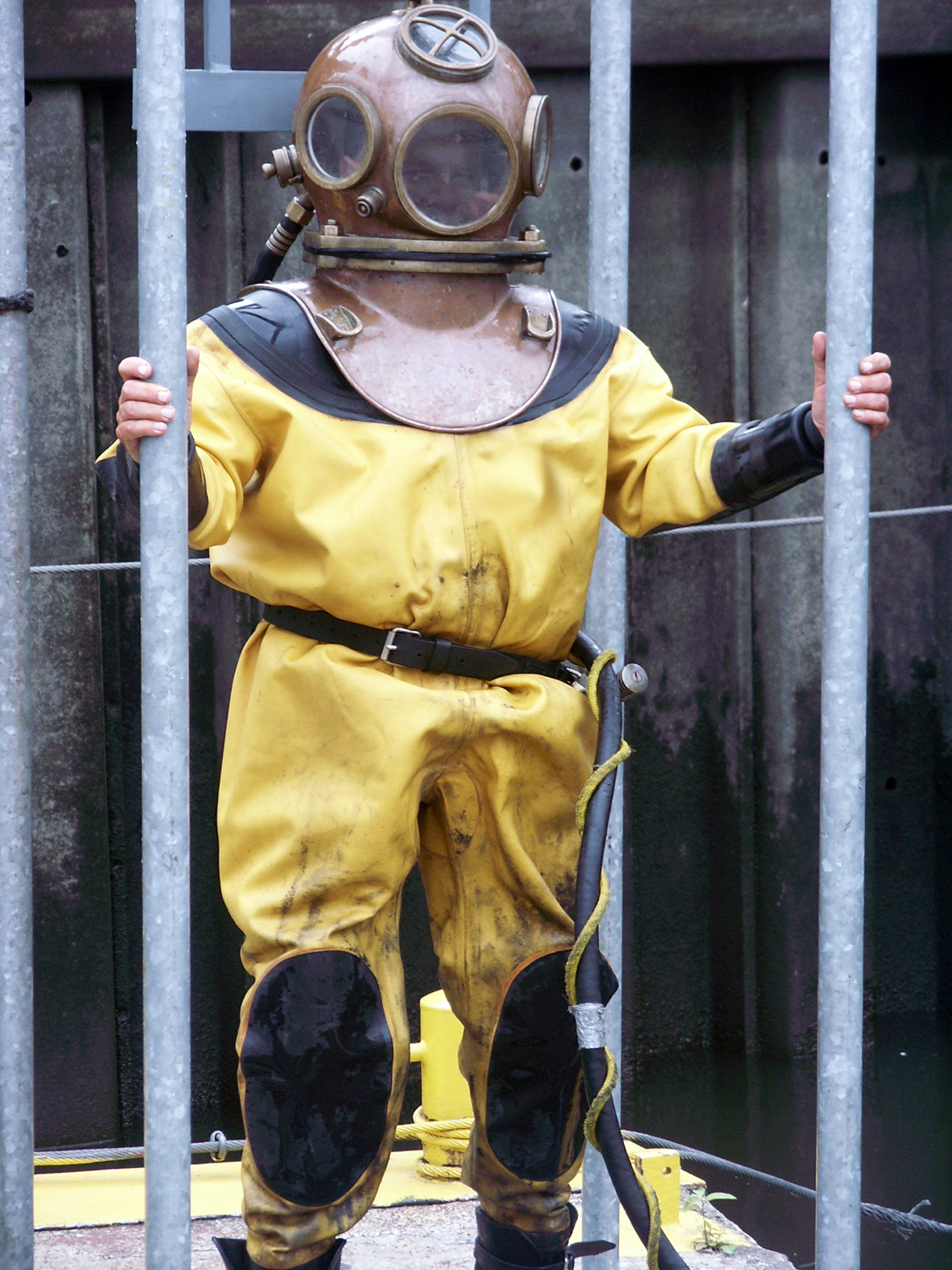
Helmtaucher im Hamburger Hafen (Hafenmuseum, teilausgerüstet)

Der Einsatzbereich liegt im Wesentlichen in der gewerblichen Taucherei, d. h. bei Tauchbetrieben, welche die genannten Arbeiten ausführen. Dabei kommen die Taucher nicht allein an typischen Wasserbauwerken (Schleusen, Wehre, Brücken, Staumauern etc.) oder bei der Bergung von versunkenen Schiffen oder Kraftfahrzeugen zum Einsatz, sondern im Prinzip überall, wo Wasser gewollt oder ungewollt auftritt und es weniger Aufwand ist, einen Taucher hinabzuschicken als das Wasser zu entfernen. So führten Taucher umfangreiche Arbeiten im Zuge der Neubebauung des Potsdamer Platzes in Berlin durch, wo das Grundwasser große Teile der Baugruben füllte. Wasserwerke lassen ebenso regelmäßig Revisionsarbeiten in Trinkwasserbrunnen von Tauchern durchführen, wie Klärwerke die Inspektion und Wartung ihrer Faultürme. Soweit es der Strahlenschutz zulässt, führen Taucher auch Arbeiten in den Abklingbecken von Kernkraftwerken durch.
Auch bei Behörden werden Taucher eingesetzt, beispielsweise bei der Unterhaltung von Schifffahrtsstraßen und ihrer technischen Einrichtungen (Schleusen, Kaimauern, Dalben), der regelmäßigen Inspektion von Wracks in Nord- und Ostsee etc. Ebenso haben sich Blindgänger aus dem Zweiten Weltkrieg vielfach so tief in die grundwasserführenden Schichten des Erdreichs gebohrt, dass die Kampfmittelräumdienste zu ihrer Bergung Taucher einsetzen müssen.

### Schweiz

#### Unterwasserarbeiter
In der Schweiz ist die Ausbildung von Arbeitnehmern gesetzlich geregelt:
Generell gilt seit 1. Januar 1984 gemäß Art. 8 Verordnung über die Unfallverhütung, dass Arbeiten mit besonderen Gefahren nur Arbeitnehmern übertragen werden dürfen, die dafür entsprechend ausgebildet wurden.
Für Arbeiten im Überdruck (Tauchen und Arbeiten in Druckluft) hat die Ausbildung gemäß Art. 17 Verordnung über Arbeiten im Überdruck (seit 1. Januar 2016) zu erfolgen und muss dokumentiert werden.
Die Voraussetzungen, um Unterwasserarbeiter zu werden, umfassen in der Regel:
- eine abgeschlossene Grundbildung, vorzugsweise eine Lehre in einem handwerklichen Beruf (z. B. Maurer, Metallbauer oder Zimmerer)
- Sporttaucherbrevet
- Nachweis einer mehrjährigen regelmäßigen Ausübung des Tauchsports
- Nachweis der tauchmedizinischen Tauglichkeit (siehe Tauchtauglichkeitsuntersuchung)
- Bootsführerschein
- Führerschein

Viele Unterwasserarbeiter in der Schweiz absolvierten Ausbildungen im Ausland.

#### Polizei-Einsatztaucher
Da es in der Schweiz keine Feuerwehrtaucher gibt, übernehmen Einsatztaucher der Polizei die Aufgaben, die in anderen Ländern die Feuerwehrtaucher ausführen würden. Die Einsatztaucher gehen einer normalen Tätigkeit als Polizeibeamter nach und werden für einzelne Unterwasserseinsätze alarmiert. Schweizer Polizei-Einsatztaucher übernehmen folgende Aufgaben unter Wasser:
- Kontrollieren von Verankerungen und Bauten im Wasser (z. B.: Schiffsbojen, Stege, Brückenpfeiler, Uferbefestigungen, Wasser-, Strom- und Gasleitungen)
- Bergen von Schrott und Abfällen aus Gewässern
- Verankern von schwimmenden Einrichtungen
- Suchen von vermissten Personen
- Suchen von Gegenständen
- Signalisationsarbeiten für die Schifffahrt
- Entfernen von Hindernissen in Wasserwegen
- Spurensicherung und Abklärungen bei Unfällen oder Verbrechen
- Suchen und Bergen von versunkenen Schiffen und Fahrzeugen

Mit 36 Einsatztauchern hat die Wasserschutzpolizei der Stadtpolizei Zürich das größte Polizeitaucher-Corps der Schweiz.
Voraussetzungen, um Polizei-Einsatztaucher zu werden, sind eine Anstellung als Polizist, eine Sporttauchausbildung und der Nachweis der medizinischen Tauglichkeit. Die Grundausbildung der Einsatztaucher findet im Ausbildungszentrum in Oberrieden ZH nach den Regeln der CMAS statt. Die darauf aufbauenden polizeitaucherischen Zusatzausbildungen werden vom Schweizerischen Polizei-Instituts (SPI) jährlich an unterschiedlichen Orten organisiert. Abgeschlossen wird die Ausbildung durch eine fünf Tage dauernde Prüfung.

#### Armee-Einsatztaucher
Die Schweizer Armee besitzt eine Taucher-Kompanie, die aus Berufs-, Zeit- und Miliz-Militär besteht. Sie gehört den Genie- und Rettungstruppen an. Die Taucher der Schweizer Armee sind keine Kampftaucher, sondern übernehmen die folgenden Aufgaben:
- Erkundungen unter Wasser für die Genietruppen durchführen
- Suchen und Bergen von Personen, Material und Munition im Wasser
- Unterwasserarbeiten für die Armee oder Polizei ausführen
- andere Truppen beim Sicherungs- und Rettungsdienst am und auf dem Wasser unterstützen
- Unterwasserkontrollen an militärischen Infrastrukturen ausführen
- Wasserausbildung anderer Truppen unterstützen
- Verstärkung der Polizei und Grenzwache, falls die polizeilichen Einsatztaucher personell an ihre Grenzen stoßen.

Voraussetzungen, um Armee-Einsatztaucher zu werden, sind neben einer abgeschlossenen Rekrutenschule (beliebiger Truppengattung) eine sehr gute körperliche Verfassung und mindestens eine CMAS**- oder äquivalente Brevetierung als Sporttaucher. Umteilungswillige Armeeangehörige werden zuerst ausführlichen sportlichen Tests unterzogen, um die körperliche Belastbarkeit festzustellen. Als Zweites werden die Fähigkeiten im Schwimmen, Apnoe- und Gerätetauchen getestet. Erreicht der Armeeangehörige bei diesen Tests zufriedenstellende Ergebnisse, so wird er umgeteilt und danach zum Armeetaucher-Grundkurs und zu Spezialisierungswochen aufgeboten.